# Paris-Roubaix 1965
Paris-Roubaix 1965 a fost a 63-a ediție a Paris-Roubaix, o cursă clasică de ciclism de o zi din Franța. Evenimentul a avut loc pe 11 aprilie 1965 și s-a desfășurat pe o distanță de 267,5 de kilometri de la Compiègne până la velodromul din Roubaix. Câștigătorul a fost Rik van Looy din Belgia de la echipa Solo–Superia.

## Rezultate
| Loc | Concurent                                                          | Echipă                | Timp       |
| --- | ------------------------------------------------------------------ | --------------------- | ---------- |
| 1   | Rik Van Looy (BEL)                                                 | Solo–Superia          | 6h 23' 32" |
| 2   | Edward Sels (BEL)                                                  | Solo–Superia          | + 1' 05"   |
| 3   | Willy Vannitsen (BEL)                                              | Ford France–Gitane    | + 1' 11"   |
| 4   | Victor Van Schil (BEL)                                             | Mercier–BP–Hutchinson | + 1' 11"   |
| 5   | Jos Huysmans (BEL)                                                 | Dr. Mann              | + 1' 11"   |
| 6   | Tom Simpson (GBR)                                                  | Peugeot–BP–Michelin   | + 1' 11"   |
| 7   | Vittorio Adorni (ITA)                                              | Salvarani             | + 1' 11"   |
| 8   | de⁠(Alfons Hermans)[Hermans&page=de&targettitle=de traduceți] (BEL) | Lamot–Libertas        | + 1' 11"   |
| 9   | Noël Foré (BEL)                                                    | Flandria–Romeo        | + 1' 33"   |
| 10  | Georges Van Coningsloo (BEL)                                       | Peugeot–BP–Michelin   | + 2' 13"   |